# Safi Faye

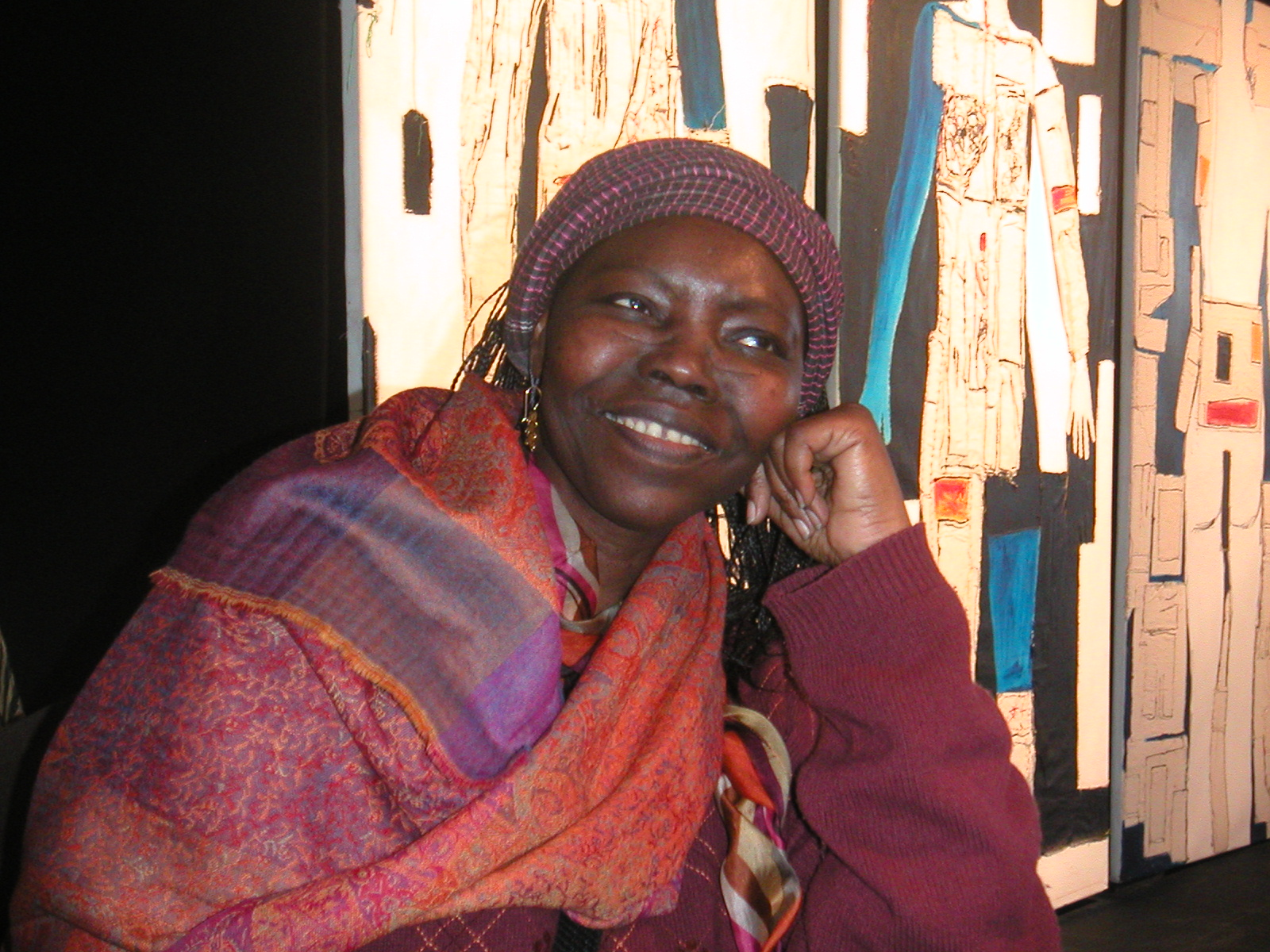
Safi Faye (2014)

Safi Faye (* 22. November 1943 in Fad’jal bei Dakar; † 22. Februar 2023 in Paris, Frankreich) war eine senegalesische Filmemacherin. Sie war die erste afrikanische Regisseurin, die international bekannt wurde. Sie studierte Ethnologie an der École Pratique des Hautes Études in Paris.
2017 wurde sie in die Academy of Motion Picture Arts and Sciences (AMPAS) aufgenommen, die jährlich die Oscars vergibt.

## Filme
Als Regisseurin
- 1972: La Passante
- 1975: Kaddu Beykat (Nachrichten aus dem Dorf)[4][5] – ausgezeichnet auf der Berlinale 1976
- 1979: Fad, Jal (Neuankömmling, arbeite)[6]
- 1982: Selbe[7]
- 1989: Tesito
- 1996: Mossane[8]

Mitwirkung
- 1969: Petit à Petit, Regie: Jean Rouch